# 사량진왜변
사량진왜변(蛇梁鎭倭變)은 1544년(중종 39) 사량진에서 일어난 왜인(倭人)들의 약탈 사건으로, 사량왜변(蛇梁倭變)으로도 부른다. 당시의 사량진은 오늘날 통영시 사량면 금평리 진촌마을이다. 오늘날 일반적으로 알려진 사량면 사량도의 사량진과는 다르다.
삼포왜란 이후 임신조약을 맺고 왜인의 행동을 제약했으나 왜인들과의 충돌은 그 후에도 여전히 계속되었다. 그러던 중 1544년(중종 39)에 왜선 20여 척이 경상도 사량진에 쳐들어와 인마를 약탈해갔다. 조선 정부에서는 이에 임신조약을 파기하고 왜인의 내왕을 금하였다. 그 후 일본 측의 간청으로 다시 정미약조를 맺게 되었다.
그러나 대마도와 일본 해적들의 다도해, 제주도, 전라남도 해안가 약탈과 침략은 계속되었으나 조선조정에서는 제대로 대응하지 못했고, 결국 1555년(명종 10년) 일본해적이 전라남도의 변장들을 살해하고 10개 진을 함락시키는 을묘왜변이 발생한다.

## 같이 보기
- 정미약조
- 통영시
- 을묘왜변

## 참고 문헌
- 이 문서에는 다음커뮤니케이션(현 카카오)에서 GFDL 또는 CC-SA 라이선스로 배포한 글로벌 세계대백과사전의 내용을 기초로 작성된 글이 포함되어 있습니다.